# Kipushi
Kipushi a Kongói Demokratikus Köztársaság Felső-Katanga tartományának városa. A város Lubumbashitól délnyugatra, a zambiai határ közelében fekszik 1330 m-es tengerszint feletti magasságon. A városban beszélt nyelv a szuahéli. Kipushi a Sakania-Kipushi római katolikus egyházkerülethez tartozik.

## A Kipushi bánya
A Kipushi bányában rezet, ólmot és cinket bányásznak. Az érc nyíltszíni fejtésekben, összeállt törmelékkőzetekben bányászható. A cinkben gazdag primér érc szfaleritet, galenitet, piritet és arzenopiritet tartalmaz renierit, germanit és gallite kíséretében. Ezeket az ásványokat is felülmúlja a rézben gazdag ásványképződés, többek közt a kobalttartalmú kalkopirit, a germánium és ezüsttartalmú bornit, valamint a molibdenit. A föld alatt található érctartalmú kőzet a becslések szerint 70 millió tonna ércet tartalmaz, melynek 4,8%-a réz, 8,8%-a cink és 0,5%-a ólom. 1925 és 1986 között a Kipushi bánya 3,8 millió tonna rezet, 5,9 millió tonna cinket, 0,4 millió tonna ólmot, 45 000 tonna kadmiumot és 120 tonna germániumot, valamint egyéb ásványokat termelt.
A bánya Mobutu Sese Seko uralma alatt, a rendelkezésre álló források hiányában felfüggesztette termelését. Fénykorában, 1988-ban 143 000 tonna cinket és 43 000 tonna rezet termelt. A termelést az America Mineral Fields bányászati társaság indította újra.